# Kaleidozyklus

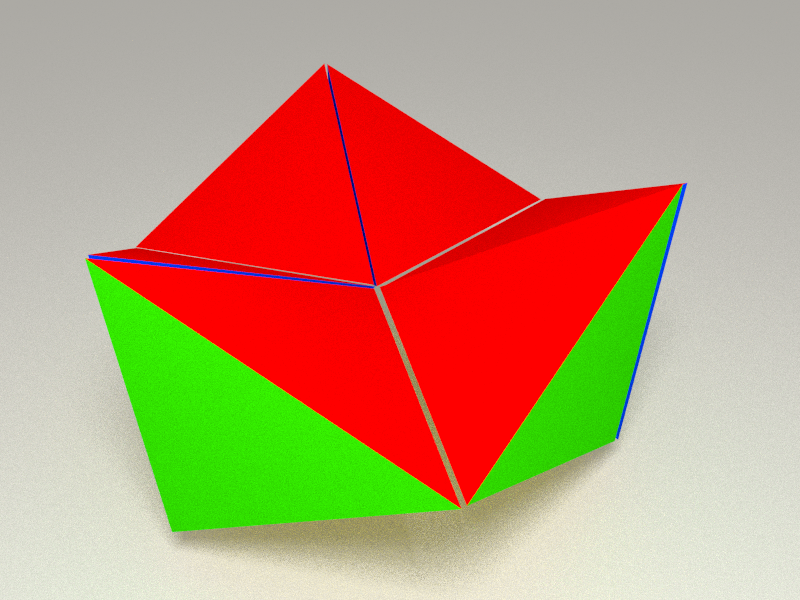
Kaleidozyklus

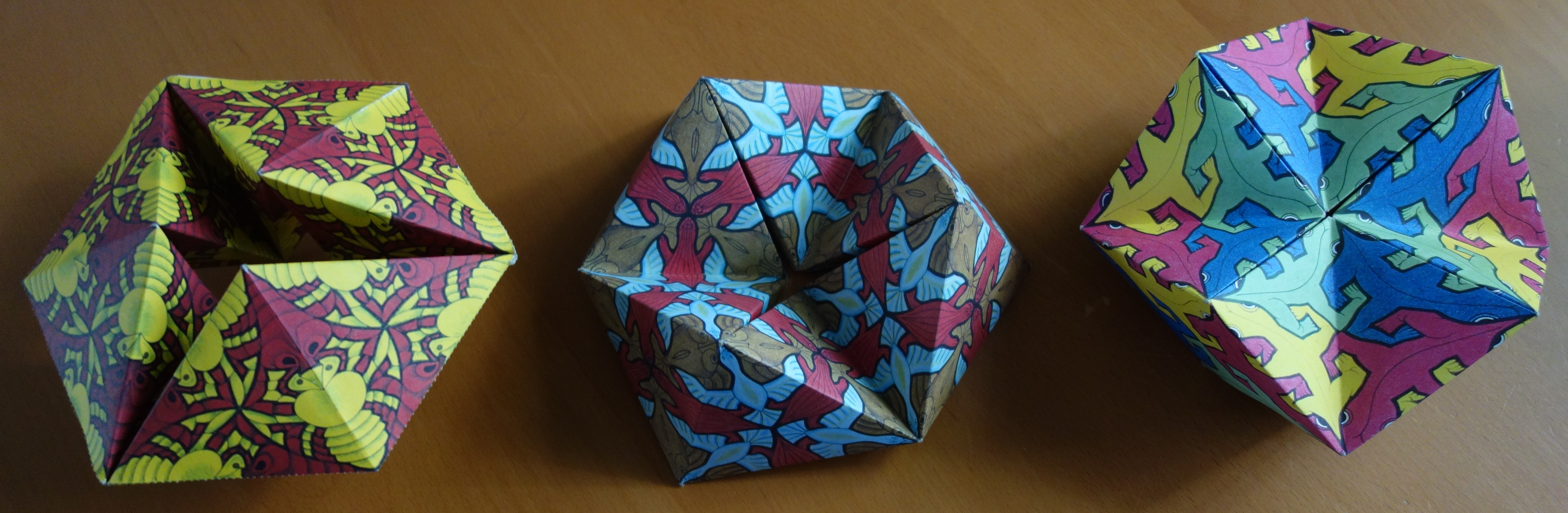
Kaleidozyklen mit Motiven von M. C. Escher

Ein Kaleidozyklus (von καλός kalós schön, εἶδος eidos Form, Gestalt, κύκλος kyklos Ring, Kreis) ist ein Ring aus einer geraden Anzahl von dreiseitigen Pyramiden (Dreieckspyramiden), die an jeweils zwei gegenüberliegenden windschiefen und senkrecht zueinander verlaufenden Kanten miteinander verbunden sind.
Den Namen prägten die US-amerikanische  Professorin für Mathematik am Moravian College in Bethlehem (Pennsylvania), Doris Schattschneider, und der freie Künstler Wallace Walker, die sich mit den Eigenschaften und der Konstruktion solcher Ringe beschäftigten und sie mit Motiven von M. C. Escher dekorierten.
Die Anzahl verschiedener Kaleidozyklen ist unendlich. Sie alle lassen sich fortlaufend in sich so drehen, dass jede Pyramide von allen Seiten sichtbar wird.

## Kaleidozyklen aus sechs und acht Dreieckspyramiden

In sich drehender Kaleidozyklus aus sechs Dreieckspyramiden mit ungleichmäßigen Dreiecksflächen

Innen geschlossener Kaleidozyklus aus sechs Dreieckspyramiden mit ungleichmäßigen Dreiecksflächen

Bei einem Kaleidozyklus aus sechs Dreieckspyramiden sind diese nicht regelmäßig. In diesem Fall schließt sich der Ring beim Drehen.
Besteht ein Kaleidozyklus aus acht Dreieckspyramiden und handelt es sich bei diesen um regelmäßige Tetraeder, so schließt sich der Ring beim Drehen nicht, sondern lässt in der Mitte eine Lücke. Soll sich der Ring beim Drehen in der Mitte schließen, so muss auf die Regelmäßigkeit der acht Dreieckspyramiden verzichtet werden. Deren Seitenflächen sind dann gleichschenklige statt gleichseitige Dreiecke.

## Kaleidozyklus als Teil eines Würfels
Ein spezieller Kaleidozyklus aus sechs Dreieckspyramiden besteht aus dem mittleren der drei volumengleichen Teile des umstülpbaren Würfels von Paul Schatz. Während die beiden kongruenten Riegelkörper starr sind, ist der Würfelgürtel ein in sich beweglicher Kaleidozyklus (Abbildungen 1 bis 3).
Die auf der Würfeloberfläche liegenden kongruenten Dreiecke sind Begrenzungsflächen der Dreieckspyramiden. Diese Begrenzungsflächen bestehen aus denjenigen rechtwinkligen Dreiecken, die durch Teilung gleichseitiger Dreiecke entlang ihrer Symmetrieachsen entstehen. In der Aufteilung der Würfeloberfläche sind diese Dreiecke sichtbar (Abbildung 4).
Das Netz des Kaleidozyklus-Würfelgürtels besteht aus 12 dieser rechtwinkligen Dreiecke (sechs kongruent und sechs gegensinnig kongruent) sowie sechs Rechtecken (Abbildung 5).

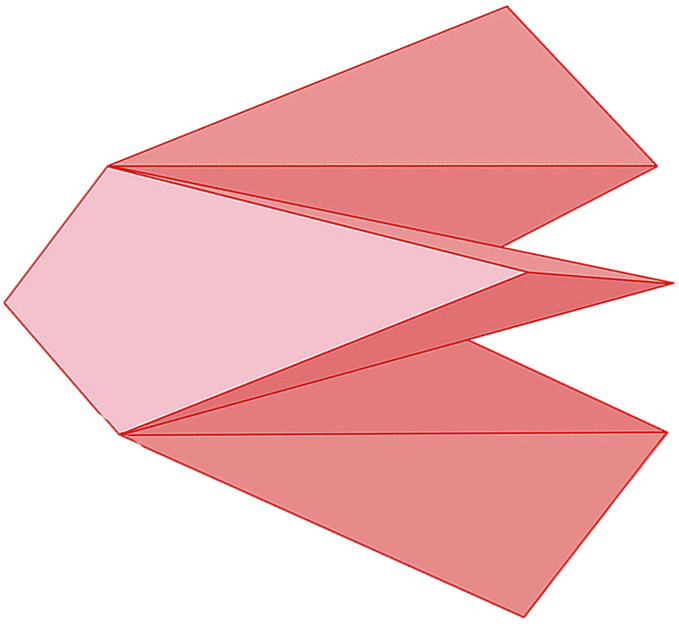
Abb. 1: Erster Würfelriegel nach Paul Schatz
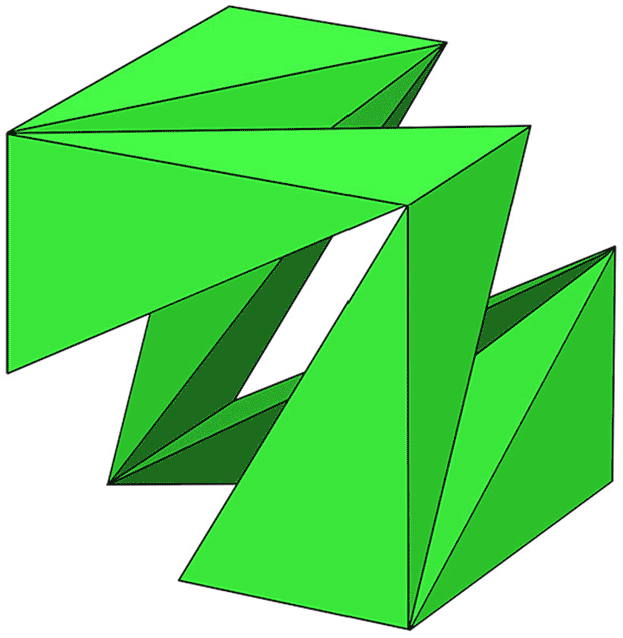
Abb. 2: Würfelgürtel nach Paul Schatz als Kaleidozyklus
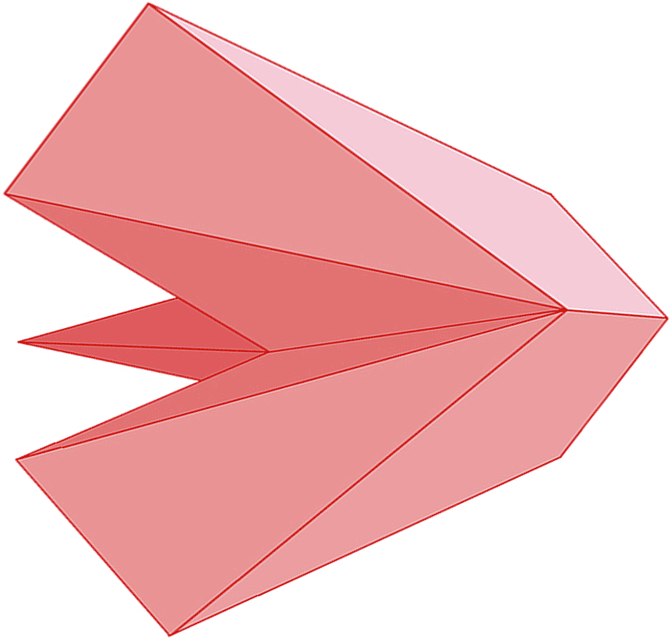
Abb. 3: Zweiter Würfelriegel nach Paul Schatz
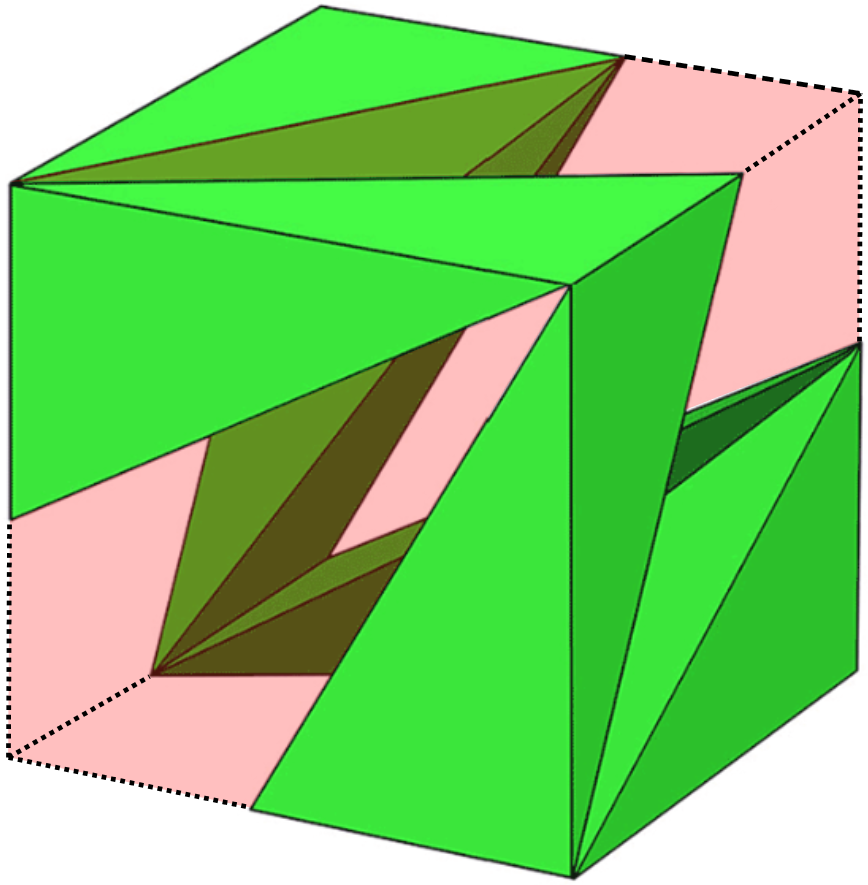
Abb. 4: Dreiecksaufteilung auf der Würfeloberfläche
Abb. 5: Netz des Kaleidozyklus-Würfelgürtels